# Giải bóng đá nữ vô địch U19 quốc gia 2020
Giải bóng đá nữ vô địch U19 quốc gia 2020 là giải bóng đá nữ dành cho lứa tuổi U19 ở Việt Nam. Đây là mùa giải thứ 14 do VFF tổ chức. Giải diễn ra theo hai lượt (lượt đi và lượt về) để tính điểm xếp hạng từ ngày 1 tháng 6 đến ngày 28 tháng 6 năm 2020 trên Sân Trung tâm đào tạo bóng đá trẻ Việt Nam, Hà Nội.

## Các đội bóng
Tính đến ngày 1 tháng 6 năm 2020 trên trang chủ VFF.
- U19 Hà Nội Watabe
- U19 Thành phố Hồ Chí Minh
- U19 Than Khoáng Sản Việt Nam
- U19 Apec Sơn La
- U19 Phong Phú Hà Nam I
- U19 Phong Phú Hà Nam II.[2]

## Điều lệ giải đấu
Sáu Đội thi đấu vòng tròn hai lượt (lượt đi và lượt về) tập trung để tính điểm, xếp hạng:
- Tổng số điểm của các Đội;
- Thành tích đối đầu: Tổng số điểm, hiệu số của tổng số bàn thắng trừ tổng số bàn thua, tổng số bàn thắng;
- Hiệu số của tổng số bàn thắng trừ tổng số bàn thua, Tổng số bàn thắng;
- Bốc thăm (trong trường hợp chỉ có hai đội có các chỉ số trên bằng nhau và còn thi đấu trên sân thì sẽ tiếp tục thi đá luân lưu 11m để xác định đội xếp trên).[3]

## Kết quả chi tiết

### Vòng 1
| U19 Phong Phú Hà Nam II | 0–9      | U19 Phong Phú Hà Nam I |
| ----------------------- | -------- | --- |
|                         | Chi tiết | Trần Thị Lan Anh 5', 10', 80' · Nguyễn Thị Hạnh 15', 18' · Trần Thị Thu Hồng 20', 36' · Vũ Thị Hoa 67' · Nguyễn Thị Hải Yến 70' (ph.l.n) |

| U19 Than Khoáng Sản Việt Nam                             | 3–0      | U19 Thành phố Hồ Chí Minh |
| -------------------------------------------------------- | -------- | ------------------------- |
| Châu Thị Vang 17' · Ngô Thị Hè 40' · Nguyễn Thị Thúy 47' | Chi tiết |                           |

| U19 Apec Sơn La | 0–3      | U19 Hà Nội Watabe                                         |
| --------------- | -------- | --------------------------------------------------------- |
|                 | Chi tiết | Vũ Thị Hoa 76' · Ngân Thị Vạn Sự 86' · Trịnh Hà Chi 90+1' |

### Vòng 2
| U19 Hà Nội Watabe        | 1–0      | U19 Than Khoáng Sản Việt Nam |
| ------------------------ | -------- | ---------------------------- |
| Nguyễn Thị Lan Hương 50' | Chi tiết |                              |

| U19 Phong Phú Hà Nam I | 1–1      | U19 Apec Sơn La    |
| ---------------------- | -------- | ------------------ |
| Trần Thị Lan Anh 4'    | Chi tiết | Nguyễn Thị Nga 40' |

| U19 Thành phố Hồ Chí Minh                                                   | 3–0      | U19 Phong Phú Hà Nam II |
| --------------------------------------------------------------------------- | -------- | ----------------------- |
| Danh Lâm Kim Phụng 34' · Nguyễn Thị Ngọc Duyên 40' · Nguyễn Thị Kim Yên 80' | Chi tiết |                         |

### Vòng 3
| U19 Than Khoáng Sản Việt Nam                    | 2–0      | U19 Phong Phú Hà Nam I |
| ----------------------------------------------- | -------- | ---------------------- |
| Hồ Thị Thanh Mai 13' · Nguyễn Thị Lan Hương 49' | Chi tiết |                        |

| U19 Thành phố Hồ Chí Minh | 1–2      | U19 Hà Nội Watabe                                     |
| ------------------------- | -------- | ----------------------------------------------------- |
| Tống Thị Quỳnh Anh 18'    | Chi tiết | Ngân Thị Vạn Sự 61' · Nguyễn Thị Kim Yến 90' (ph.l.n) |

| U19 Apec Sơn La                                      | 3–0      | U19 Phong Phú Hà Nam II |
| ---------------------------------------------------- | -------- | ----------------------- |
| Hồng Như Hoa 36' · Lò Thị Hạnh 38' · Lò Thị Thảo 44' | Chi tiết |                         |

### Vòng 4
| U19 Phong Phú Hà Nam I                   | 2–0      | U19 Thành phố Hồ Chí Minh |
| ---------------------------------------- | -------- | ------------------------- |
| Trần Thị Thu Hường 22' · Tạ Thị Thủy 27' | Chi tiết | Phan Thị Ngọc Trâm 86'    |

| U19 Apec Sơn La     | 1–2      | U19 Than Khoáng Sản Việt Nam                       |
| ------------------- | -------- | -------------------------------------------------- |
| Ngô Thị Huyền 90+2' | Chi tiết | Lò Thị Thảo 39' (ph.l.n) · Trần Thị Thu Phương 68' |

| U19 Phong Phú Hà Nam 2 | 0–5      | U19 Hà Nội Watabe                                                                                                |
| ---------------------- | -------- | --- |
|                        | Chi tiết | Ngân Thị Vạn Sự 28' · Trịnh Hà Chi 31' · Phạm Thị Linh 63' · Trần Thị Hải Linh 66' (ph.đ.) · Trần Thị Thương 75' |

### Vòng 5
| U19 Thành phố Hồ Chí Minh | 0–2      | U19 Apec Sơn La                                |
| ------------------------- | -------- | ---------------------------------------------- |
|                           | Chi tiết | Nguyễn Thị Như Quỳnh 8' · Hà Thị Ngọc Uyên 60' |

| U19 Phong Phú Hà Nam II | 0–4      | U19 Than Khoáng Sản Việt Nam                                                             |
| ----------------------- | -------- | ---------------------------------------------------------------------------------------- |
|                         | Chi tiết | Châu Thị Vang 34' · Hoàng Thị Mỹ Hằng 43' · Hồ Thị Thanh Mai 56' · Trần Thị Thu Xuân 72' |

| U19 Hà Nội Watabe                 | 2–1      | U19 Phong Phú Hà Nam I |
| --------------------------------- | -------- | ---------------------- |
| Trịnh Hà Chi 55' · Vũ Thị Hoa 57' | Chi tiết | Trần Thị Thu Hồng 88'  |

### Vòng 6
| U19 Phong Phú Hà Nam I                                                                                   | 8–3      | U19 Phong Phú Hà Nam II                                    |
| --- | -------- | ---------------------------------------------------------- |
| Tạ Thị Thủy 3', 29' · Trần Thị Thu Hường 13', 38' · Nguyễn Thị Hạnh 37' · Trần Thị Lan Anh 56', 67', 76' | Chi tiết | Nguyễn Thị Hải Yến 45' · Cao Thị Linh 79' · Văn Thị Hà 87' |

| U19 Thành phố Hồ Chí Minh   | 0–0      | U19 Than Khoáng Sản Việt Nam |
| --------------------------- | -------- | ---------------------------- |
| Nguyễn Thị Ngọc Duyên 90+3' | Chi tiết |                              |

| U19 Hà Nội Watabe                                                                      | 4–0      | U19 Apec Sơn La |
| -------------------------------------------------------------------------------------- | -------- | --------------- |
| Nguyễn Thị Thanh Nhã 2' · Đặng Thanh Thảo 5' · Trần Thị Thương 29' · Phạm Thị Linh 40' | Chi tiết |                 |

### Vòng 7
| U19 Than Khoáng Sản Việt Nam | 1–2      | U19 Hà Nội Watabe                                |
| ---------------------------- | -------- | ------------------------------------------------ |
| Châu Thị Vang 55'            | Chi tiết | Trần Thị Hải Linh 32' · Nguyễn Thị Thanh Nhã 90' |

| U19 Apec Sơn La | 0–1      | U19 Phong Phú Hà Nam I |
| --------------- | -------- | ---------------------- |
|                 | Chi tiết | Trần Thị Thu Hồng 70'  |

| U19 Phong Phú Hà Nam II | 0–1      | U19 Thành phố Hồ Chí Minh       |
| ----------------------- | -------- | ------------------------------- |
|                         | Chi tiết | Nguyễn Hoàng An Như 30' (ph.đ.) |

### Vòng 8
| U19 Phong Phú Hà Nam I | 0–1      | U19 Than Khoáng Sản Việt Nam |
| ---------------------- | -------- | ---------------------------- |
|                        | Chi tiết | Trần Thị Thu Xuân 50'        |

| U19 Hà Nội Watabe                           | 2–2      | U19 Thành phố Hồ Chí Minh                           |
| ------------------------------------------- | -------- | --------------------------------------------------- |
| Trần Thị Thương 31' · Trần Thị Hải Linh 70' | Chi tiết | Nguyễn Thị Ngọc Duyên 71' · Nguyễn Hoàng An Như 88' |

| U19 Phong Phú Hà Nam II | 0–1      | U19 Apec Sơn La          |
| ----------------------- | -------- | ------------------------ |
|                         | Chi tiết | Nguyễn Thị Như Quỳnh 84' |

### Vòng 9
| U19 Thành phố Hồ Chí Minh                   | 2–1      | U19 Phong Phú Hà Nam I |
| ------------------------------------------- | -------- | ---------------------- |
| Châu Ngọc Bích 64' · Tống Thị Quỳnh Anh 66' | Chi tiết | Nguyễn Thị Hạnh 71'    |

| U19 Hà Nội Watabe                                          | 4–1      | U19 Phong Phú Hà Nam II |
| ---------------------------------------------------------- | -------- | ----------------------- |
| Nguyễn Thị Lan Hương 21', 24' · Đặng Thanh Thảo 56', 90+2' | Chi tiết | Kiều Thị Hoài Anh 71'   |

| U19 Than Khoáng Sản Việt Nam                                 | 3–0      | U19 Apec Sơn La |
| ------------------------------------------------------------ | -------- | --------------- |
| Châu Thị Vang 54' · Ngô Thị Hè 65' · Trần Thị Thu Phương 75' | Chi tiết |                 |

### Vòng 10
| U19 Hà Nội Watabe   | 1–1      | U19 Phong Phú Hà Nam I |
| ------------------- | -------- | ---------------------- |
| Đặng Thanh Thảo 52' | Chi tiết | Trần Thị Thu Hồng 63'  |

| U19 Than Khoáng Sản Việt Nam                                                                                | 5–0      | U19 Phong Phú Hà Nam II |
| --- | -------- | ----------------------- |
| Hồ Thị Thanh Mai 10' · Châu Thị Vang 46' · Trần Thị Thu Xuân 57' · Lê Thị Hoài Nghi 66' · Phạm Thị Nhâm 68' | Chi tiết |                         |

| U19 Apec Sơn La | 0–2      | U19 Thành phố Hồ Chí Minh |
| --------------- | -------- | ------------------------- |
|                 | Chi tiết |                           |

## Bảng xếp hạng
| 1 | U19 nữ Hà Nội Watabe            | 10 | 8 | 2  | 0 | 26-6  | +20 | 26 |
| 2 | U19 nữ Than Khoáng sản Việt Nam | 10 | 7 | 1  | 2 | 21-4  | +17 | 22 |
| 3 | U19 nữ Phong Phú Hà Nam I       | 10 | 4 | 2  | 4 | 23-12 | +11 | 14 |
| 4 | U19 nữ Thành phố Hồ Chí Minh    | 10 | 4 | 2  | 4 | 11-12 | -1  | 14 |
| 5 | U19 nữ Apec Sơn La              | 10 | 3 | 1  | 6 | 8-16  | -8  | 10 |
| 6 | U19 nữ Phong Phú Hà Nam II      | 10 | 0 | 10 | 0 | 4-43  | -39 | 0  |

## Tổng kết mùa giải
- Đội Vô địch: Hà Nội Watabe
- Đội thứ Nhì: Than Khoáng Sản Việt Nam
- Đội thứ Ba: Phong Phú Hà Nam I
- Đội phong cách: Apec Sơn La
- Cầu thủ ghi nhiều bàn thắng nhất giải: Trần Thị Lan Anh (7, Phong Phú Hà Nam I, 7 bàn)
- Cầu thủ xuất sắc nhất giải: Trần Thị Thu Xuân (7, Than Khoáng Sản Việt Nam)
- Thủ môn xuất sắc nhất giải: Nguyễn Thị Thùy Anh (37, Hà Nội Watabe)